# Bischofshofen
Bischofshofen (umgangssprachlich abgekürzt „B’hofen“) ist eine Stadt mit 10.743 Einwohnern (Stand 1. Jänner 2025) im Bezirk St. Johann im Pongau im Bundesland Salzburg in Österreich und liegt etwa 50 km südlich der Landeshauptstadt Salzburg.

## Geografie
Die Stadt liegt in der Salzburger Region Salzachpongau an der Salzach und ist umgeben von den Bergen Hochkönig (Berchtesgadener Alpen) im Westen, dem Tennengebirge im Nordosten, und dem Hochgründeck (Fritztaler Berge) im Südosten. Erstere beide gehören zu den Salzburger Kalkhochalpen, letzter zu den Salzburger Schieferalpen. Die Talung bildet den Nordbereich des Bischofshofen-St.-Johanner Beckens.

### Gemeindegliederung
Das Gemeindegebiet umfasst die Katastralgemeinden Bischofshofen (Talraum und linke Talseite), Buchberg (rechte Talseite), Haidberg (unteres Mühlbachtal) und Winkl (im Fritztal).
Das Gemeindegebiet umfasst folgende neun Ortschaften (in Klammern Einwohnerzahl Stand 1. Jänner 2025):
- Bischofshofen, die Stadt (Hauptort) – im Salzachtal (7822)
- Mitterberghütten – (bis 1929 Außerfelden) ein Dorf im Salzachtal südlich der Stadt an der Mühlbachmündung (1321)
- Laideregg – ein Dorf am Hochkönigfuß (linke Salzachseite) westlich der Stadt (489)
- Gainfeld – ein Tal bei Laideregg zum Hochkönig (81)
- Haidberg – der Talanfang des Mühlbachtal, das den Hochkönig Richtung Dienten südlich passiert (89)
- Buchberg – die rechte Talseite der Salzach am Hochgründeck (413)
- Kreuzberg – der Rücken nordöstlich der Stadt, zwischen Salzachtal und Fritztal, das Richtung Ennspongau führt (316)
- Winkl – die linke Fritztalseite am Hochgründeckstock (71)
- Alpfahrt – die taleinwärtige linke Fritztalseite, mit Anteilen am Tennengebirgssüdfuß (141)

Zählsprengel sind sieben für die Stadt (Bischofshofen-Zentrum-S[üd], -N[ord], Umgebung-Süd, -Nord, -Nordost, -West und Salzburger Straße-Nord), sowie Mitterberghütten und Bischofshofen-Umgebung für den Rest der Gemeinde.
Bis Ende 2002 gehörte die Gemeinde zum Gerichtsbezirk Werfen, seit 2003 ist sie Teil des Gerichtsbezirks Sankt Johann im Pongau.

### Nachbargemeinden
| Werfen ∗              | Pfarrwerfen                                 | Werfenweng |
| Mühlbach am Hochkönig | Kompassrose, die auf Nachbargemeinden zeigt | Hüttau     |
|                       | St. Johann im Pongau                        |            |

∗ Das Gemeindegebiet, der Ort Markt Werfen liegt im Salzachtal hinter Pfarrwerfen (Dorf Werfen)

### Klima
|                        | Jan  | Feb  | Mär  | Apr  | Mai  | Jun  | Jul  | Aug  | Sep  | Okt  | Nov  | Dez  |   |      |
| Mittl. Temperatur (°C) | −3,3 | −1,0 | 3,3  | 8,0  | 13,0 | 15,7 | 17,5 | 16,9 | 12,9 | 8,5  | 2,6  | −2,0 | ⌀ | 7,7  |
| Mittl. Tagesmax. (°C)  | 1,1  | 4,5  | 9,7  | 15,2 | 20,2 | 22,2 | 24,2 | 23,7 | 19,4 | 15,1 | 7,0  | 1,7  | ⌀ | 13,7 |
| Mittl. Tagesmin. (°C)  | −6,4 | −4,5 | −0,8 | 2,9  | 7,6  | 10,7 | 12,6 | 12,4 | 9,0  | 4,7  | −0,1 | −4,5 | ⌀ | 3,7  |
|                        |      |      |      |      |      |      |      |      |      |      |      |      |   |      |
| Niederschlag (mm)      | 48   | 55   | 72   | 60   | 88   | 129  | 153  | 148  | 98   | 62   | 63   | 63   | Σ | 1039 |
|                        |      |      |      |      |      |      |      |      |      |      |      |      |   |      |
| Luftfeuchtigkeit (%)   | 73,5 | 63,9 | 56,0 | 48,4 | 48,9 | 54,0 | 54,5 | 55,4 | 58,1 | 58,9 | 70,3 | 77,7 | ⌀ | 60   |

| −6,4 |

| −4,5 |

| −0,8 |

| 2,9 |

| 7,6 |

| 10,7 |

| 12,6 |

| 12,4 |

| 9,0 |

| 4,7 |

| −0,1 |

| −4,5 |

| −6,4 |

| −4,5 |

| −0,8 |

| 2,9 |

| 7,6 |

| 10,7 |

| 12,6 |

| 12,4 |

| 9,0 |

| 4,7 |

| −0,1 |

| −4,5 |

## Geschichte

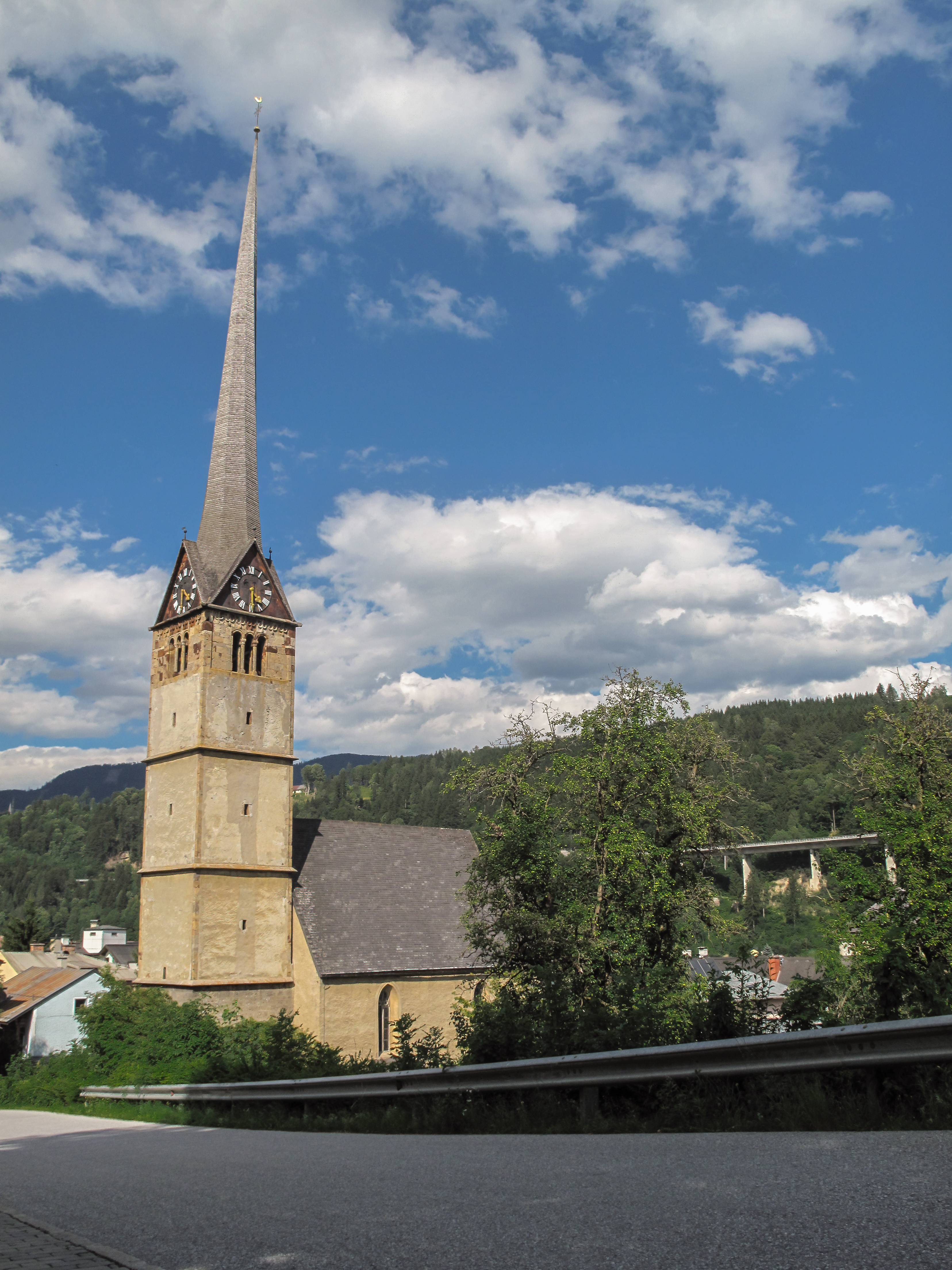
Liebfrauenkirche

### Ortsname
Der heutige Name der Gemeinde stammt aus dem Hochmittelalter. Erste Erwähnungen eines hier befindlichen Ortes ab dem 8. Jahrhundert nennen ein Pongauui und Pongowe (= Pongau), auch in Schreibvarianten, was sich später als Bezeichnung auf die Region übertrug. Weitere Belege dieser Ortslage beziehen sich auf die 711/712 gegründete Maximilianszelle („ad sanctum Maximilianam“ = bei Sankt Maximilian). Erst 1151 wird von „de Hoven“ (= von den Höfen) gesprochen, und 1290/91 wird erstmals mit der Ortsbezeichnung „Houen episcopi Chyemensis“ (= Höfe des Chiemseer Bischofs) auf einen Bischof Bezug genommen.
Der Wortteil -hof bedeutet eingefriedeter Bereich, umzäuntes Gebiet, geschützter Besitz. Mit dem Dativ Plural -hofen ist das Vorhandensein von mehreren zusammengehörenden Gebäuden oder Grundstücken belegt. Bischofshofen weist sich damit ursprünglich als ein aus mehreren Gebäuden oder Grundstücken bestehender Besitz des Chiemseer Bischofs aus. Das Bistum Chiemsee war zur Zeit der erstmaligen Benennung des Ortes in dieser Form eine dem Salzburger Erzbischof unterstehende Diözese. Die erstmalige Nennung in deutscher Sprache als Bischofhof erfolgte 1405 in einem Urbar des Bistums.

### Vor- und Frühgeschichte
Der zentrale Pongau um Bischofshofen war als Teil der Grauwackenzone mit seiner Mitterbergregion die mächtigste Kupfererzlagerstätte der Ostalpen. Sporadische neolithische Kupfererzgewinnung sowie Keramikscherbenfunde (Fundstellen am Götschenberg und bei der Ruine Bachsfall) reichen bis ins 4. Jahrtausend v. Chr. zurück. Von ca. 1400 bis ca. 1000 v. Chr. folgte intensiver Kupferbergbau, der sich in der Eisenzeit stark abnehmend bis in die Römerzeit fortsetzt. Hölzer eines ergrabenen Nasswerkbaukastens am Troiboden (Gemeinde Mühlbach am Hochkönig auf 1560 m Höhe) werden dendrochronologisch auf 1377/76 v. Chr. datiert. 280 Grubenholzstämme aus den Schächten reichen vom 14. Jh. v. Chr. bis in die Römerzeit. (Der Kupferabbau wurde 1827 am Bischofshofener Buchberg und in der Nachbargemeinde Mühlbach am Hochkönig „neu“ entdeckt, jedoch aufgrund niedriger Welthandelspreise in Bischofshofen 1959, in Mühlbach 1977 wieder eingestellt. Zuvor war schon zumindest ab 1615 bis ins 18. Jahrhundert Eisen abgebaut worden.)
Urnengrabfunde vom Götschenberg sowie von der Ruine Bachsfall gehen auf die Hallstattzeit zurück.

### Antike
Für die Zeit Noricums von 15 v. bis 488 n. Chr. sprechen die Funde für einen vicus (kleines Dorf) im heutigen Bischofshofen. In der Liebfrauenkirche fand man Reste eines römischen Bauwerks sowie einen Grabstein für eine 30-jährige Tochter eines Ädilen (Verwaltungsbeamten) aus Iuvavum (heutiges Salzburg) und dessen Frau Dignila. Der Stein befindet sich seit 1810 im Kunsthistorischen Museum in Wien.
Bei Grabungen des Bundesdenkmalamts 2017 wurden eine keltische Münze aus dem 1. Jahrhundert v. Chr. und nahe zur Hanglage einige früh- bis hochmittelalterliche Gräber vom 8. bis 13. Jahrhundert gefunden. (Demzufolge hat es dort schon eine sehr frühe Vorgängerkirche der gotischen Frauenkirche gegeben, deren Fundamentreste man bisher mit etwa 1000 n. Chr. angenommen hat.)
Wie Meilensteine aus dem 3. und 4. Jahrhundert belegen, führte die Römerstraße von Iuvavum nach Imurium im heutigen Lungau über Hüttau und berührten das heutige Bischofshofen nicht.

### Mittelalter
Zur Geschichte Bischofshofens im Mittelalter siehe auch Cella Maximiliana, Herren von Pongau (Adelsgeschlecht).
Die 711/12 erfolgte Gründung der Maximilianszelle (Cella Maximiliana) durch die damaligen Grundeigentümer und Stifterfamilie Albina ist die Keimzelle des heutigen Bischofshofen. Die Zelle wurde vom Salzburger Kloster St. Peter mit einigen Mönchen zur Missionierung der Slawen beschickt. Um 720–725 wurde die Zelle von solchen zerstört, danach wiederaufgebaut, neuerlich 820 zerstört und erneut wiedererrichtet. Um 1139 wurde die Zelle zu einem kleinen Augustiner-Chorherrenstift, das dann um 1216 in den Besitz der Bischöfe von Chiemsee überging, die alsbald das Kloster aufließen. Die Zelle wird in den Kastenturm umgewandelt. Ab dieser Zeit wird der Ort als Bischofhof und ähnlich bezeichnet und die bisherige Bezeichnung Pongowe, Pongo/Pongau aufgegeben.
Im Spätmittelalter gehörten fast 50 Prozent der Güter dem Salzburger Erzbistum (Grundherrschaft), die von Grundholden, bzw. kirchlichen Eigenleuten bewirtschaftet wurden. Die Bischofshofener Kirchengüter sind mit bei den ältesten genannten im Land und bildeten die Keimzelle der späteren Salzburger Landwerdung. Ab 1292 sind auch alle Pfarrer des Ortes namentlich bekannt.
Die weltliche Herrschaft hatten möglicherweise ab dem 11., jedoch zumindest im 12. und 13. Jahrhundert die Herren von Pongowe/Pongau inne, eines der ältesten und bedeutendsten Salzburger Ministerialengeschlechter. Von ihnen sind rund zwanzig Namen urkundlich überliefert. Einem Ruediger de hoven/pongau hatte die Burg Plankenau im nahen St. Johann gehört. Heinricus de stempo (Heinrich der Stempe), um 1140 mit drei Kindern bezeugt, dürfte seine Palisaden-Holzburg noch am Götschenberg gehabt haben. Er hatte jedenfalls auch ein Lehen in Thumersbach am Zeller See im Pinzgau. Daher wird die Herkunft der Pongauer aus dem Pinzgau vermutet, zumal auch die Nachfahren der Pongauer, die Goldegger, ebenfalls Besitzungen im Pinzgau hatten. Die Rastatter (Radstädter), die zeitgleich mit den Pongauern erwähnt werden, waren zum Teil ritterliche Gefolgsleute der Pongauer.
Bischofshofen erhielt, obwohl nur ein Dorf, im 14. Jahrhundert das Markt- und Marktzollrecht (forum et mercatus).
Die Besitzer der ältesten Güter in den Verzeichnissen von 1330 und 1350 tragen durchwegs germanische Vornamen: Heinrich de Flechsberg (Flachberg), Meingotz an dem Puchberg, Eisenbert, Altmann, Godewin, Percht und andere. Derartige Güterbezeichnungen sind heute teils noch als Flurnamen erhalten.

### Neuzeit
Schon 1458 und besonders 1462 hatte es im Innergebirg (Pongau, Pinzgau, Brixental), auch im Verbund mit der Stadt Radstadt, Bauernaufstände gegen neue Steuern des kirchlichen Landesfürsten (Weihesteuer und Aufgelder) gegeben. Durch hohen Steuerdruck und zunehmender zu ernährender Bevölkerung bedrängt, erfassten 1525/26 die Salzburger Bauernkriege auch Bischofshofen. Die benachbarte Burg Hohenwerfen wurde von Bauern und Bergknappen besetzt, die Festung Hohensalzburg drei Monate lang belagert. Die Bauern unterliegen aber bei Zell am See und Radstadt durch Hilfstruppen des Schwäbischen Bundes.
1564 setzen Bauern in Bischofshofen den Protestanten Constantin Schlafhauser als Pfarrer ein und kam es zu Unruhen. Es folgte die Hinrichtung der aufständischen Bauern Wilhelm Egger (1565) und Hans Steiner. Von 1570 bis 1811 galt für die Nachkommen der Aufständischen der Blutwidderdienst, die Abgabe eines Widders, bedeckt mit einem roten wollenen Tuch.
1732 begann im Erzstift Salzburg die Vertreibung der Evangelischen. Über 4000 Personen allein aus den Gerichten Bischofshofen und Werfen mussten das Land verlassen. Dabei stellten viele ihren Glauben vor ihre Heimat und wurden die meisten in Ostpreußen aufgenommen (Salzburger Exulanten). Im Ort Bischofshofen selber wichen zwar nur zehn Familien, aber viele Menschen am Land. Neue Ansiedler wurden dann vom Rupertiwinkel und aus weiter entfernten Gegenden geholt. Die dann oft viele Jahre leerstehenden oder von manchen neuen Zuzüglern mangelhaft bewirtschafteten Höfe stellten, neben dem ohnehin harten Schicksal vieler vertriebener Einheimischer, eine große ökonomische Schwächung für den Pongau und das Land dar.
1775 forderte die schwere Überschwemmung des Gainfeldbaches im Dorfzentrum 16 Todesopfer.

### 19. Jahrhundert bis heute
1803 erfolgte in napoleonischer Zeit die Säkularisation der Kirchengüter. Das Erzstift Salzburg wurde kurzfristig in ein deutsches Kurfürstentum umgewandelt. 1805 wurde Salzburg zusammen mit Berchtesgaden dem neuen Kaisertum Österreich zugeschlagen, 1810 jedoch wieder an das Königreich Bayern angegliedert. Seit 1816 ist das Salzburg bei Österreich. Von den Napoleonischen Kriegen und den Freiheitskämpfen (um 1809, Schützenkommandant Josef Struber) erholte sich das Land lange nicht und Bischofshofen galt zum Beispiel 1869 als in ärmlichen Verhältnissen.
Seit 1850 gibt es mit den damals neu geschaffenen politischen Gemeinden eine (eingeschränkt) gewählte Gemeindevertretung.
Der Bahnbau um 1875, die Option in Südtirol mit dem Bau einer Südtiroler-Siedlung um 1940, die Kriegsvertriebenen und die Industrialisierung brachten eine hohe Zuwanderung. 1882 wurde die Kupferverhüttung von Mühlbach nach Außerfelden (heute Mitterberghütten) verlegt, die seit 1977 aber nicht mehr existiert.
Erst durch den Bau der Giselabahn nach Wörgl in Tirol und der Kronprinz-Rudolf-Bahn Richtung Graz im Jahr 1875, der Tauernbahn 1908, den Kupferbergbau in Mühlbach und der Industrialisierung wuchs Bischofshofen zu einem wirtschaftlichen Mittelpunkt im Pongau und zu einem frühen Salzburger Zentrum der Sozialdemokratie heran und wurde in der Folge am 9. Februar 1900 zur Marktgemeinde erhoben.
Am 29. März 1908 wurde Bischofshofen von einem Großbrand im Ortszentrum heimgesucht, welcher acht Häuser sowie verschiedene Hütten und Holzlager vernichtete. Der Brand erstreckte sich vom Gasthof Alte Post bis zum Wengerwirt und wurde in Folge als „Wengerwirtbrand“ bezeichnet. Die betroffenen Häuser waren: Alte Bundesstraße 6-8-10, Franz-Moßhammerplatz 5-7-9 und Raiffeisenstraße 5-6. Bis zum heutigen Tage war dieser Brand das größte Unglück, welches diesen Ort bedrohte.
Von 1921 bis 1930 wurde von der Gemeinde sozialer Wohnbau errichtet. Die 1927–29 neu erbaute Hauptschule (Moßhammerschule) galt als die modernste im ganzen Bundesland.
Vereinsgründungen waren etwa 1896 die Eisenbahnermusikkapelle, 1904 der Schiklub, 1906 D´Hochgründecker (Trachtenverein), die schon 1627 erwähnten und 1908 als Verein gegründeten Bauernschützen oder der 1919 gebildete ATSV (Arbeiter Turn- und Sportverein), der vor allem im Wintersport viele Bewerbe organisierte. Zu jener Zeit gab es, zugeordnet den politischen Farben, drei Turnvereine.
1931 wurde in den Jahren der Weltwirtschaftskrise der Kupferbergbau geschlossen, was große Armut der Arbeitslosen und Ausgesteuerten zur Folge hatte und der Nazi-Propaganda Vorschub leistete.
Nach dem Zweiten Weltkrieg hatte Bischofshofen durch bedeutende Betriebs- und Industrieansiedlungen (vor allem der Fa. Liebherr, Kessel-Loos (Bosch), Techno-Z u. a.) viel Glück, musste aber auch harte Strukturänderungen hinnehmen (Verlust der Glasindustrie und des Kupferbergbaues, Wegfall von Hunderten an Eisenbahner-Arbeitsplätzen durch die Technisierung und Digitalisierung: von ca. 450 in den 1970ern auf nun ca. 10). Aufgrund der kontinuierlichen Entwicklung zu einem wichtigen Wirtschafts- und Einkaufszentrum der Region erhielt Bischofshofen am 24. September 2000 Stadtrechte.
Ein verkehrsberuhigtes Ortszentrum und neues Stadthotel (eröffnet 2021) soll nun auch den Tourismus beflügeln. Im Zusammenhang damit steht auch der 2015 eröffnete Geopark Erz der Alpen.

### Bevölkerungsentwicklung
Der Ort ist bis 1991 ständig gewachsen, seitdem stagniert diese Entwicklung, besonders auch durch den Rückgang der Beschäftigten beim Bahnbau und Fahrbetrieb der Österreichischen Bundesbahnen. Bischofshofen hat heute rund 10.500 Einwohner.

## Politik

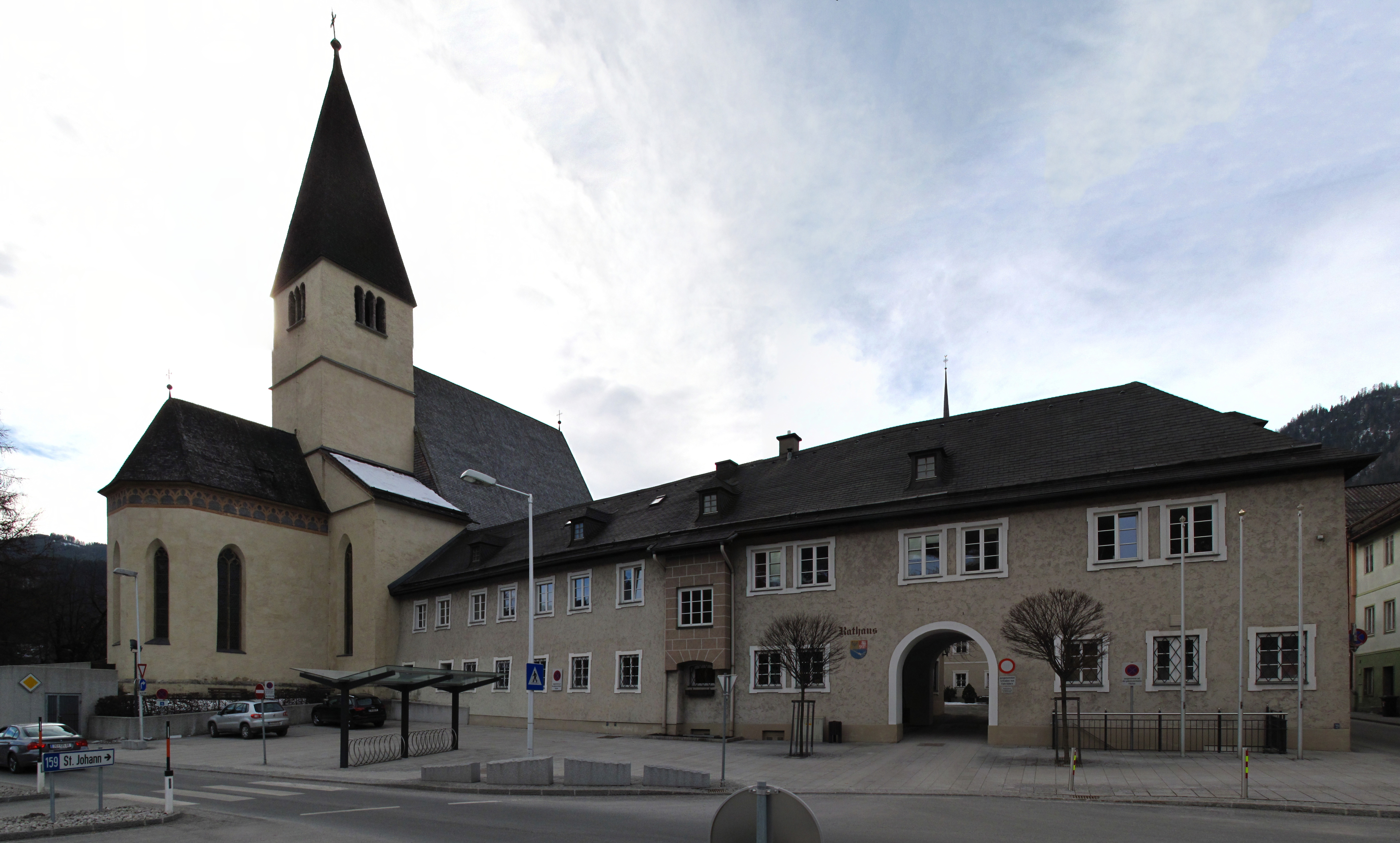
Rathaus der Gemeinde

### Gemeinderat
| Gemeinderatswahl 2024Wahlbeteiligung: 66,1 % 706050403020100 58,1 % (−6,7 %p)26,3 % (−0,5 %p)15,6 % (+7,1 %p) SPÖÖVPFPÖ20192024 |

Die Gemeindevertretung hat insgesamt 25 Mitglieder.
- Mit den Gemeindevertretungs- und Bürgermeisterwahlen in Salzburg 2004 hatte die Gemeindevertretung folgende Verteilung: 13 SPÖ, 10 ÖVP, 1 Grüne, und 1 FPÖ.
- Mit den Gemeindevertretungs- und Bürgermeisterwahlen in Salzburg 2009 hatte die Gemeindevertretung folgende Verteilung: 13 SPÖ, 10 ÖVP, und 2 FPÖ.[7]
- Mit den Gemeindevertretungs- und Bürgermeisterwahlen in Salzburg 2014 hatte die Gemeindevertretung folgende Verteilung: 15 SPÖ, 8 ÖVP, und 2 FPÖ.[8]
- Mit den Gemeindevertretungs- und Bürgermeisterwahlen in Salzburg 2019 hatte die Gemeindevertretung folgende Verteilung: 16 SPÖ, 7 ÖVP, und 2 FPÖ.[9]
- Mit den Gemeindevertretungs- und Bürgermeisterwahlen in Salzburg 2024 hat die Gemeindevertretung folgende Verteilung: 15 SPÖ, 6 ÖVP und 4 FPÖ.[10]

### Bürgermeister
Von 1824 bis 1918 (Ende der Monarchie, Gründung der Republik) gab es 18 Besetzungen des Postens eines Bürgermeisters bzw. Gemeindevorstehers. Danach folgten
- 1919–1920 Hans Pretting (SDAP)
- 1920–1934 Franz Moßhammer (SDAP)
- 1933–1938 Mathias Saller
- 1938–1943 Leopold Pum
- 1943–1945 Hans Bauer
- 1945–1959 Franz Moßhammer (SPÖ)
- 1959–1974 Hermann Wielandner (SPÖ)
- 1974–1979 Andreas Mischitz (SPÖ)
- 1979–1994 Josef Kert (SPÖ)
- 1994–1999 Herbert Haselsteiner (SPÖ)
- 1999–2014 Jakob Rohrmoser (ÖVP)
- 2014–0000 Hansjörg Obinger (SPÖ)

### Stadtsenat
Der Stadtsenat setzt sich seit den Gemeindevertretungswahlen 2019 aus folgenden neun Stadträten mit den genannten Ressortzuständigkeiten zusammen:
- Hansjörg Obinger (SPÖ, Bürgermeister): Bauen, Raumordnung, Finanzen
- Werner Schnell (SPÖ, 1. Vbgm.): Jugend, Sport
- Josef Mairhofer (ÖVP, 2. Vbgm.): Wirtschaft, Energie, e5
- Ursula Pfisterer (SPÖ): Umwelt, Klimabündnis, Kindergarten
- Raimund Unger (ÖVP): Verkehr, Mobilität
- Sabine Klausner (SPÖ): Soziales, Familie, Senioren
- Wolfgang Bergmüller (SPÖ): Wohnungswesen
- Heinrich Reisenberger (ÖVP): Kultur, Landwirtschaft
- Elisabeth Schindl (SPÖ): Stadtmarketing, Tourismus, Bildung

### Wappen
Das Wappen der Stadt ist beschrieben:
Ein geteilter und in der oberen Hälfte gespaltener Schild. Oben im rechten goldenen Feld ein schwarzer, rot bezungter Adler und in dem linken roten Felde ein aus der Teilung schräglinks hervorragendes silbernes gotisches Pastorale mit weißem abflatterndem Bande. In der unteren blauen Schildeshälfte ein aus dem linken Seitenrande hervorragender Arm im schwarzen Ärmel mit weißer Manschette, in der bloßen Hand einen goldenen Taidingstab von sich geneigt haltend.
Zusätzlich zum Wappen führt die Stadt eine Fahne mit den Farben Gelb-Rot-Blau.
Adler und Bischofsstab sind die Wappenbilder des namenstiftenden Bistum Chiemsee, der schwarze Adler auf gold ist ein Reichsadler, der von der Gründungserlaubnis für Frauen- und Herrenchiemsee durch Kaiser Friedrich II. 1213/15 herrührt (Chiemseeadler). Der Taidingstab verweist auf die ebenso alte lokale Gerichtsbarkeit (Thaiding).

### Städtepartnerschaften

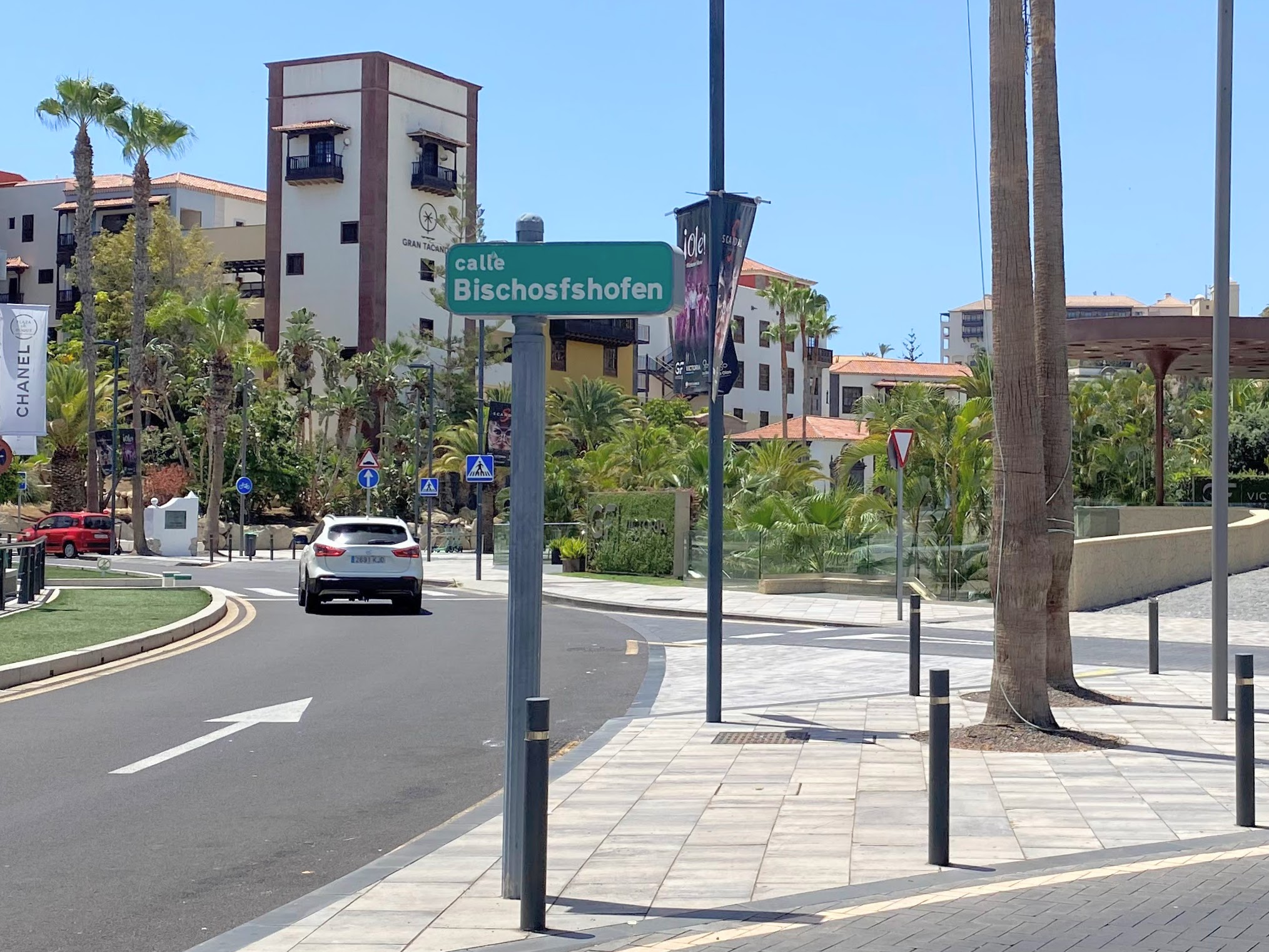
Calle Bischosfshofen [sic] in Adeje

Bischofshofen unterhält Partnerschaften mit
- Unterhaching in Bayern (seit 1979[13])
- Adeje auf Teneriffa

## Hauptort der Gemeinde: Die Stadt Bischofshofen

### Bauwerke
Hauptort der Gemeinde ist die Stadt Bischofshofen.
Der Ort befindet sich etwa 45 km südöstlich von Salzburg und 7½ km nördlich von St. Johann. Er erstreckt sich über gut 3½ Kilometer großteils linksufrig entlang der Salzach, auf etwa 550 m ü. A. Höhe.
Die Stadt, die auch eine eigene Ortschaft darstellt, umfasst um die 1000 Gebäude und hat gut 7200 Einwohner, das sind knapp drei Viertel der Gemeindebevölkerung. Sie gliedert sich in (in Klammern Zählsprengel mit Gebäude-/Einwohnerzahl, gerundet):
- Bischofshofen-Zentrum, das ist die relativ junge Kernstadt und das Bahnhofsviertel einschließlich Rosental (unterstes Mühlbachtal) und der rechtsufrigen Tallagen (alte Ortslage Steg als Brückenkopf; Siedlung Steggasse, Maximiliansiedlung), die schon zum Katastralgebiet Buchberg gehören (001, 004: 440/2800)
- die Ortslagen im Norden an der Salzburger Straße (B 159 Salzachtalstraße) und Salzach einschließlich Neue Heimat (001, 003, 008: 300/2900)
- dem Moosberg westlich – hier befand sich früher das Egelmoos (002, 130/670)
- und den südöstlichen und südlichen Lagen vom Gaisberg bis zum Liebherrwerk bei Mitterberghütten, das schon zum Katastralgebiet Haidberg gehört (005: 150/750)

Zur Katastralgemeinde Bischofshofen mit etwa 1560 Hektar gehören auch die Ortschaften Laideregg und Gainfeld westlich oberhalb der Stadt.

## Kultur und Sehenswürdigkeiten

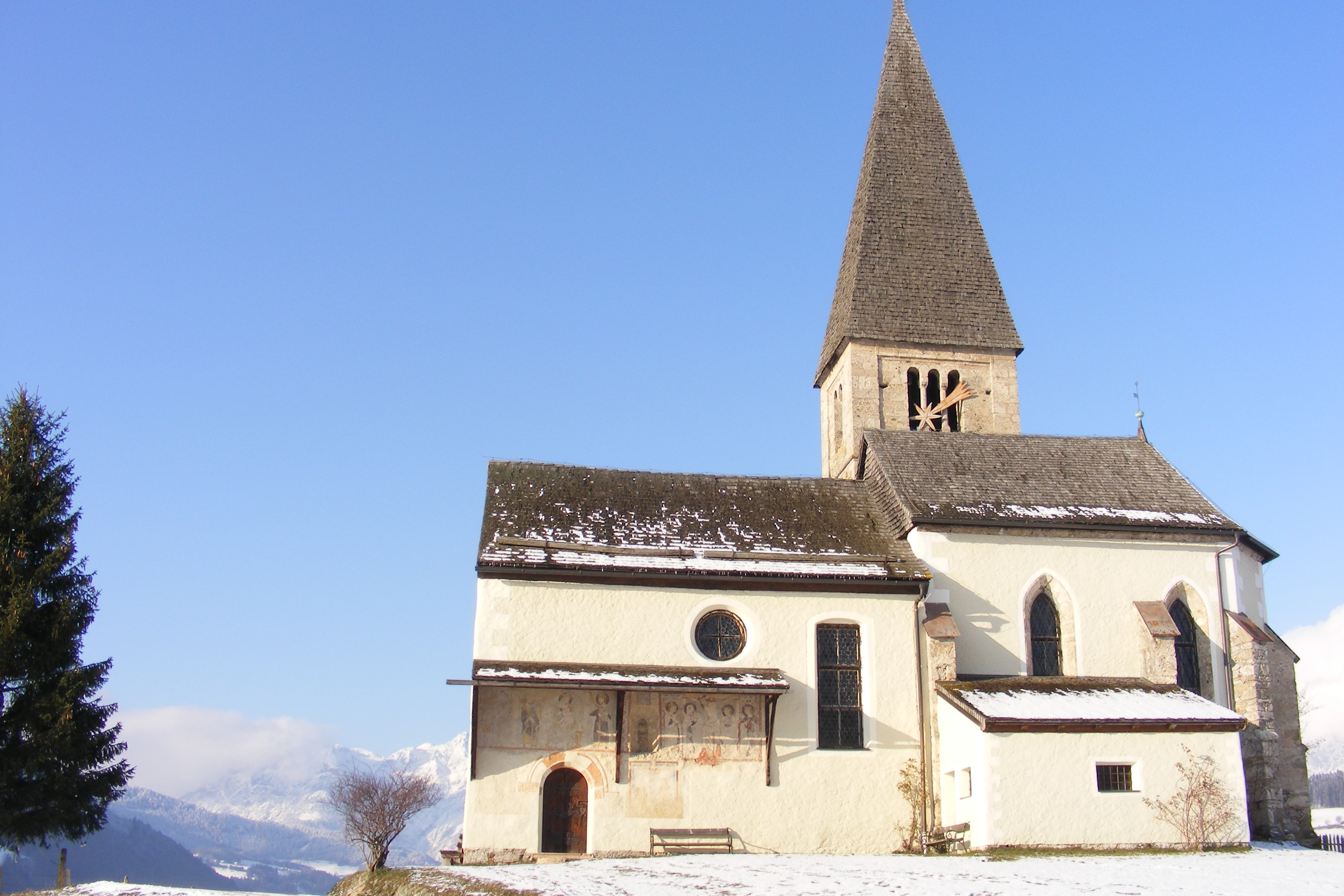
Das „Buchbergkircherl“ am Buchberg

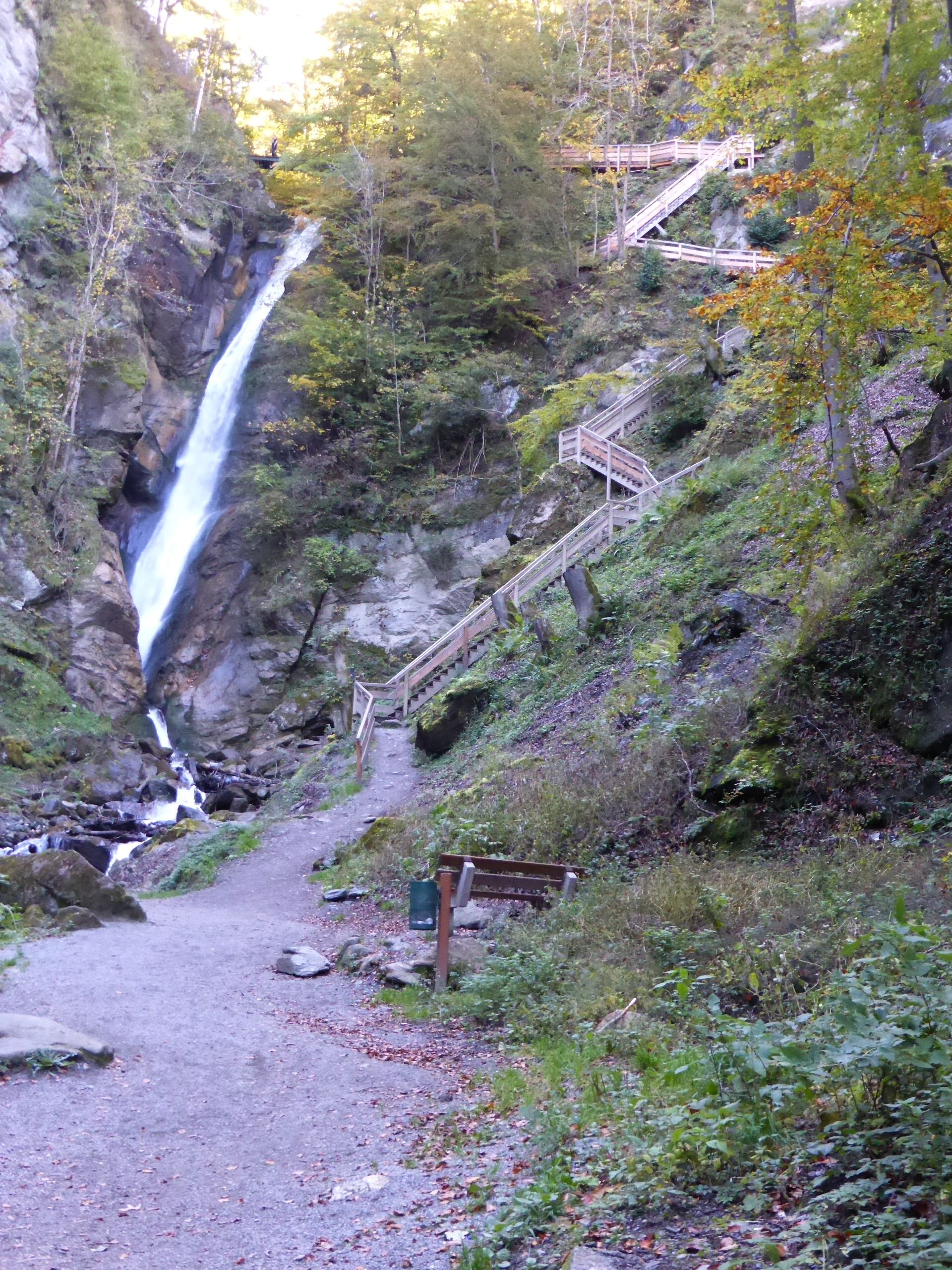
Stiege beim Gainfeldwasserfall

- Ruine Bachsfall (die alte Burg Pongau) über dem Gainfeldwasserfall[14]
- Katholische Pfarrkirche Bischofshofen hl. Maximilian
- Das Museum am Kastenturm bei der Pfarrkirche zeigt die fünftausendjährige Siedlungsgeschichte aus dem Raum Bischofshofen.
- Die Filialkirche Unsere Liebe Frau steht erhöht auf einer Geländestufe im Westen der Pfarrkirche.
- Die romanische Georgikirche als Gedächtniskapelle zum Ersten Weltkrieg mit gegenüberliegendem Kriegerdenkmal beim Friedhof
- Am Buchberg steht erhöht die Buchbergkirche, von wo aus man einen guten Blick über das Salzachtal und das Fritztal hat.
- Das Missionshaus St. Rupert mit der Missionskirche hl. Rupert ist eine Gründung des hl. Arnold Janssen und wird als Privatgymnasium mit Öffentlichkeitsrecht genutzt.
- Himmelfahrtkirche in Pöham

### Sport und Freizeit

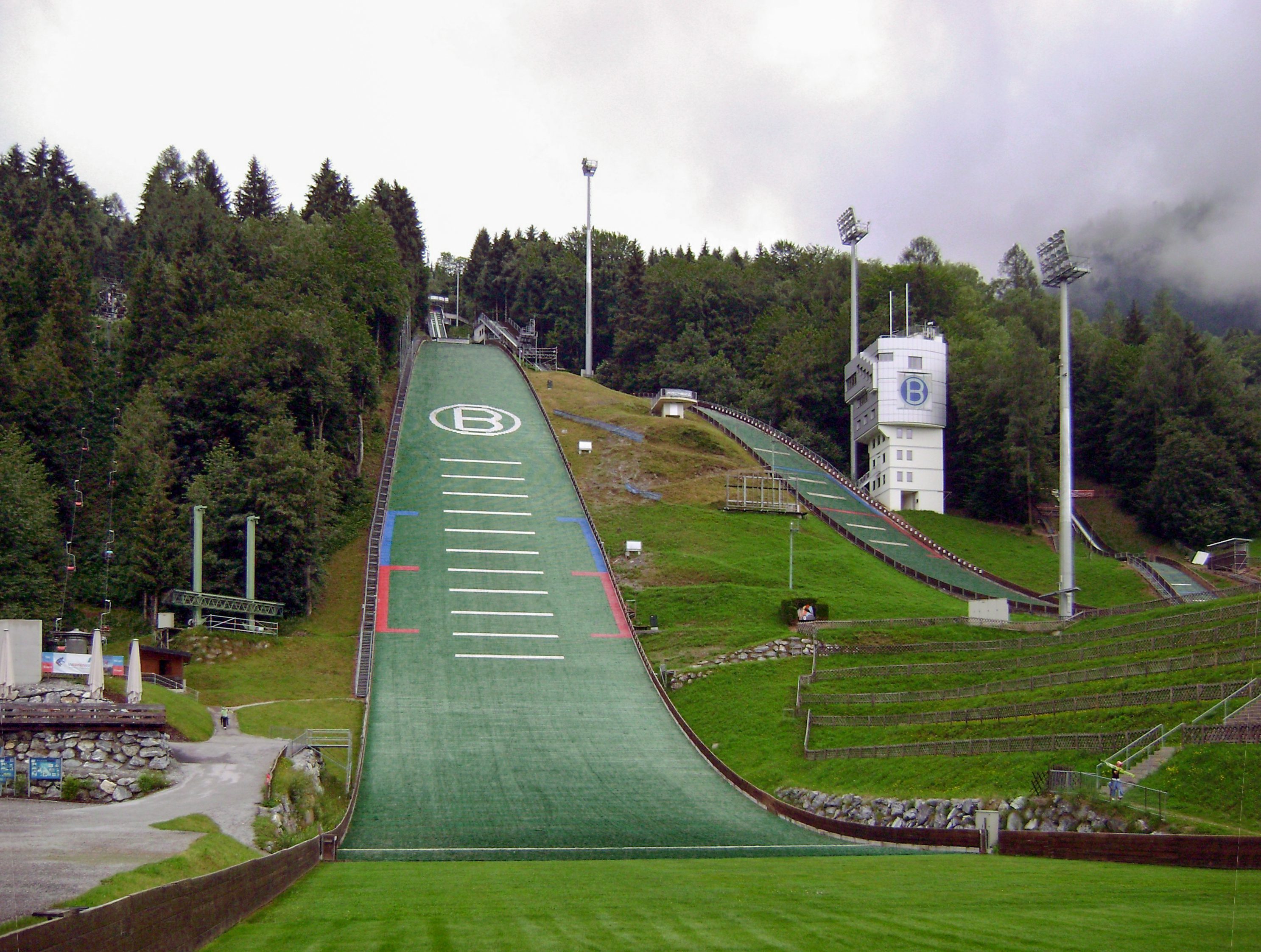
Paul-Außerleitner-Schanze

- Skisport: International bekannt ist Bischofshofen als Austragungsort der Vierschanzentournee. Auf der Paul-Außerleitner-Schanze findet alljährlich am Dreikönigstag das Abschlussspringen dieser Veranstaltungsreihe statt. Die Großschanze ist nach abgeschlossenen Umbauarbeiten auch nacht- und sommertauglich und stellt die zurzeit größte Mattenschanze der Welt dar. 1999 wurden hier im Rahmen der Nordischen Skiweltmeisterschaft die Bewerbe der Großschanze abgehalten.
- Fußball: Die Fußballabteilung des Sportklubs Bischofshofen gehörte neben der Austria Salzburg und dem SAK 1914 über drei Jahrzehnte zu den drei spielstärksten und erfolgreichsten Vereinen des Bundeslandes Salzburg. Zu den größten Erfolgen des neunfachen Salzburger Landesmeisters zählen die Teilnahme an der Nationalliga in der Saison 1970/71 und das Erreichen des ÖFB-Cup-Viertelfinales 1965. In letzter Zeit zeigte der Fußballverein schwächere Leistungen.

Radsport
In Bischofshofen findet regelmäßig ein Radkriterium statt.
Freizeitgelände Bischofshofen
In der Au unterhalb Kreuzberg liegt das Freizeitgelände Bischofshofen mit Fußballplatz, Beachvolleyballplatz, Kinderspielareal, großzügigen Spielwiesen, dem Freibad und anschließender Kleingartensiedlung (Maximiliansiedlung).
- Minigolf: Eine weitere vielfach und gern besuchte Freizeitmöglichkeit stellt der in Bischofshofen vom „Minigolfverein Bischofshofen“ geführte Minigolfplatz dar.

## Wirtschaft und Infrastruktur

### Verkehr

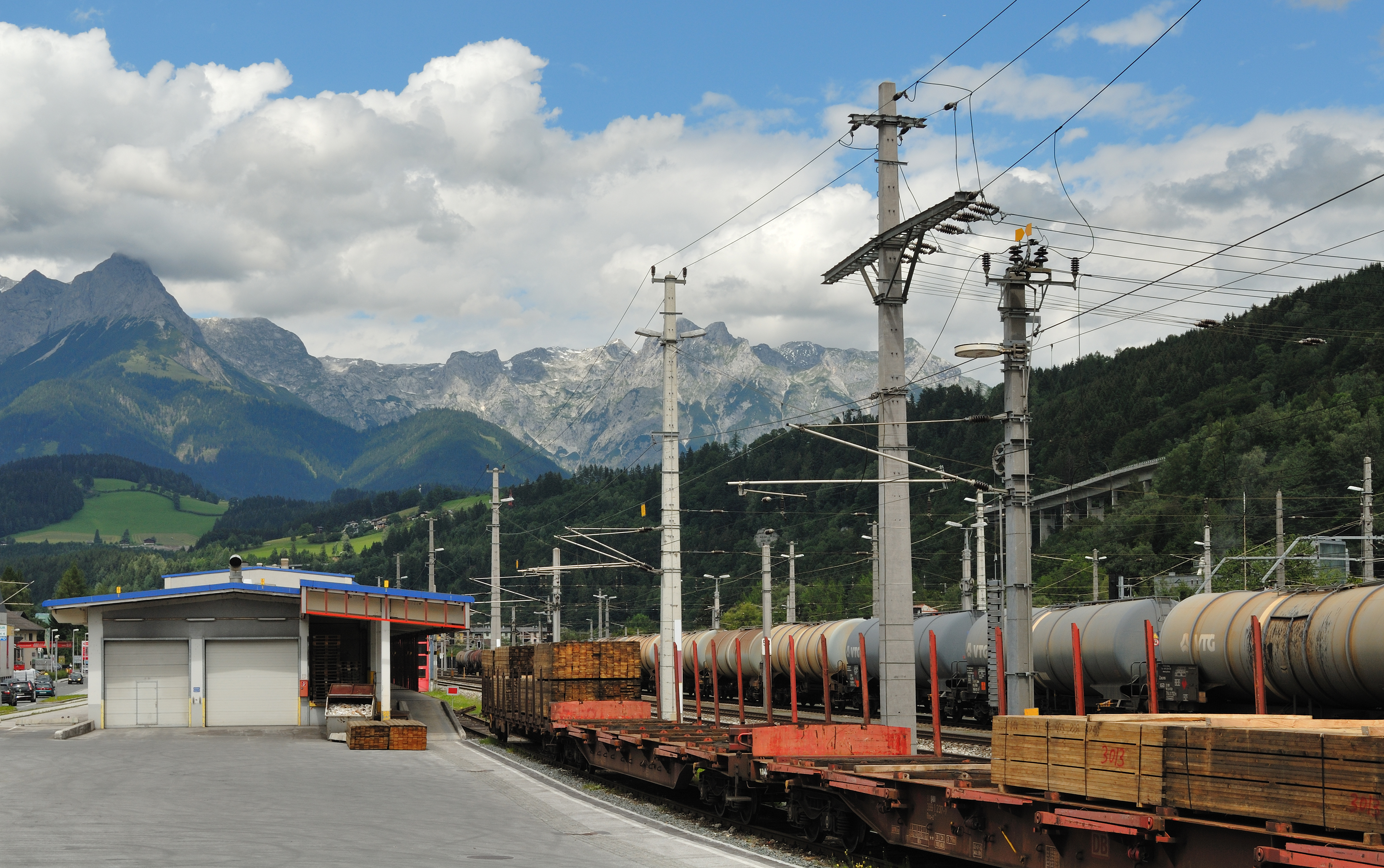
Blick auf das Südende des Bahnhofs

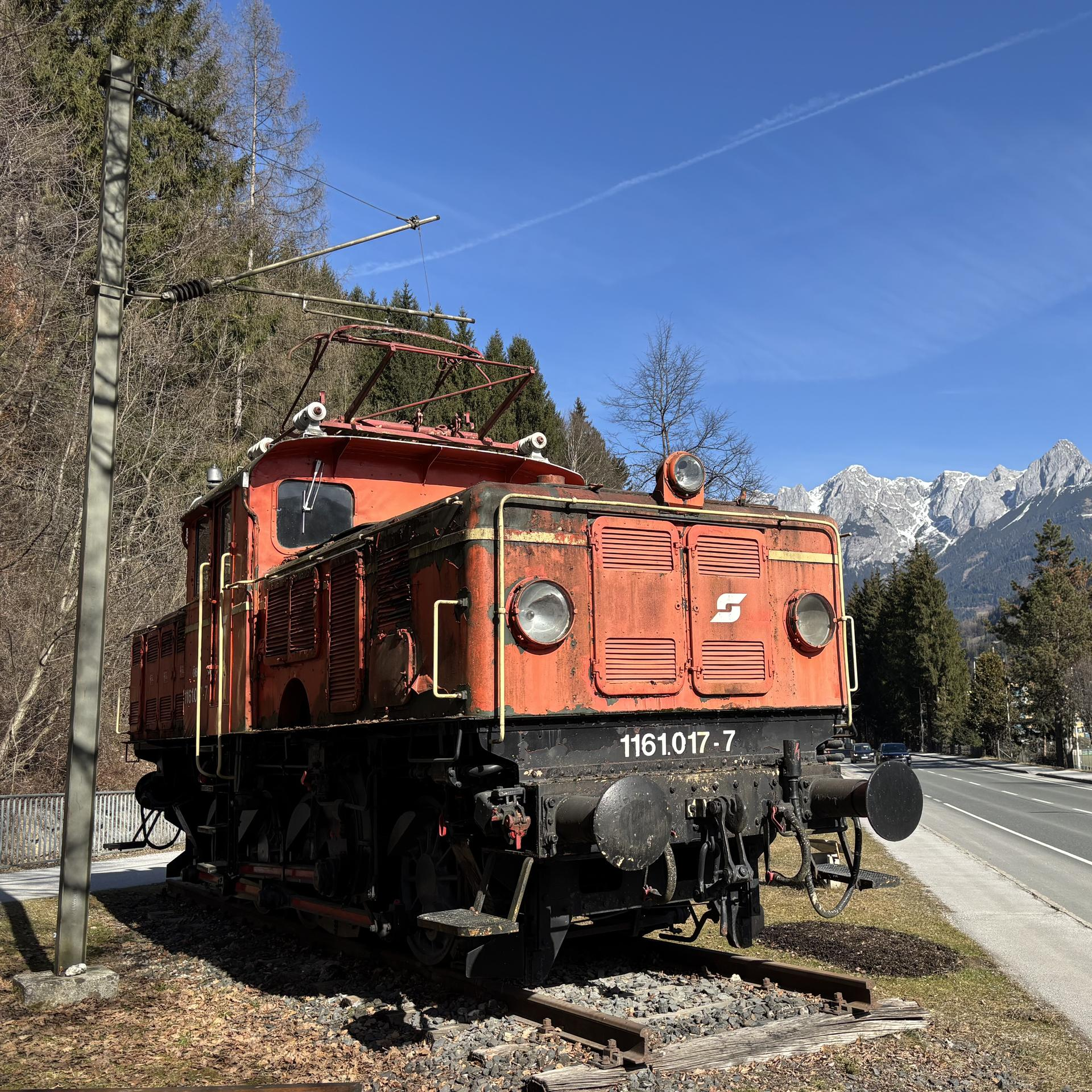
ÖBB 1161 017 als Denkmal in Bischofshofen

Auch die Eisenbahn, die dem Ort zum großen Aufschwung verholfen hat, ist nach wie vor von Bedeutung. 2003 wurde die Modernisierung des Bahnhofs Bischofshofen abgeschlossen. Die Knotenstation bildet nun einen modernen Umsteigepunkt; doch aufgrund von Sparmaßnahmen bei den ÖBB sinkt die Bedeutung, seitdem das Güterverteilerzentrum aufgegeben und auch die Regionalverbindungen über die Salzburg-Tiroler-Bahn sowie Richtung Radstadt auf der Ennstalbahn beinahe zur Gänze auf die Straße verlagert wurden. Im Zuge des Bahnhofumbaus erfuhr auch das Zentrum der Stadt eine völlige Neugestaltung. Die Hauptstraße wurde verlegt und im Stadtkern wurde eine verkehrsberuhigte Einkaufsstraße geschaffen.
An der Salzburger Straße steht die Denkmallokomotive 1161 017.

### Ansässige Unternehmen
- Der größte Arbeitgeber der Stadt ist die Firma Liebherr Werk Bischofshofen GmbH mit mehr als 1100 Mitarbeitern. Im Werk Bischofshofen werden die Radlader der Liebherr-Firmengruppe hergestellt.
- Das Güterverteilungszentrum hat mittlerweile einen neuen Pächter gefunden. Das Unternehmen Fit-Log Logistikzentrum Bischofshofen GmbH bietet den Unternehmen der Region eine Bündelung der Warenströme und die Lagerung von Gütern an. Ein weiteres international renommiertes Unternehmen, welches ihre Österreichzentrale in Bischofshofen hat, ist der Glaserzeuger Pilkington.
- Der international tätige Kesselhersteller Bosch unterhält in Bischofshofen ein Produktionswerk für Großkesselanlagen.
- Seit März 2001 befindet sich in Bischofshofen auch ein für Österreich neuartiges Projekt: Die Region Pongau wurde im Rahmen des österreichischen Modellvorhabens Sanfte Mobilität – Autofreier Tourismus mit Unterstützung des EU-Projektes Alps Mobility ausgewählt, Pilotprojekte für umweltfreundliche Reiselogistik und Tourismusketten zu initiieren und umzusetzen. Aus diesem Grund wurde die erste touristische Mobilitätszentrale mobilito mit Sitz in Bischofshofen, dem IC/EC-Bahnknoten der Region, gegründet. Gemeinsam mit den beiden anderen Modellgemeinden für Sanfte Mobilität – Werfenweng und Bad Hofgastein – will die Mobilitätszentrale touristische Angebote für Gäste ohne eigenes Auto für den deutschen bzw. europäischen Markt schaffen. Eigentümer der GmbH sind die 25 Gemeinden des Bezirks St. Johann im Pongau über einen Regionalverband.
- Bischofshofen wurde in letzter Zeit u. a. durch das Einkaufszentrum KARO (13.000 m² Verkaufsfläche) – am 29. August 2002 eröffnet – zu einem Wirtschaftsfaktor im Pongau.

Daneben haben Tourismus und Sportaktivitäten große Bedeutung.

### Öffentliche Einrichtungen
In Bischofshofen befinden sich ein Wirtschaftshof, eine Stadtbibliothek sowie ein Seniorenheim, dessen Neubau mit Verdoppelung der Kapazität 2006 abgeschlossen wurde.

### Gemeinnützige Einrichtungen
Bischofshofen ist Standort eines regionalen Zentrums der Caritas Salzburg. Die Diakonie betreibt das Integrations- und Bildungszentrum Bischofshofen.

### Bildung
Die Stadt gilt als regionales Schulzentrum, es gibt:
- zwei Volksschulen (VS) (VS Markt, VS Neue Heimat)
- zwei Neue Mittelschulen: NMS Hermann-Wielandner und NMS Franz-Moßhammer
- die Polytechnische Schule (PS) Bischofshofen
- das Missions-Privatgymnasium St. Rupert des Verein der Ordensschulen Österreichs
- eine BAFEP (Bundesbildungsanstalt für Elementarpädagogik)
- eine Zweigstelle des Musikums Salzburg

Zusätzlich befinden sich in der Stadt zwei Kindergärten und eine Tagesbetreuungsstätte.

## Persönlichkeiten
Söhne und Töchter der Gemeinde
- Ursus (Urso) de Albina (Mitte 8. Jahrhundert), romanokeltischer/oder bairischer Adeliger, Eigner großer Grundherrschaften um Bischofshofen, Erbauer (Stifter) um 746 einer zweiten Kirche
- Wisint von Pongowe (12. Jahrhundert, 1130–1160 bezeugt), Ritter, pincerna
- Berthold von Hoven (12. Jahrhundert, um 1139 bezeugt), Ritter, Burggraf von Hohenwerfen
- Rudiger von Hoven (um 1150–1155 bezeugt), Ritter, Ministeriale, pincerna, Burgherr von Plankenau
- Hans Steiner († 1566), aufständischer Bauer, Protestant
- Hans und Barbara Riedl (1605), erste bekannte Heilbader, heute Graben 13
- Josef Leitgeb (1897–1952), Schriftsteller
- Maria Emhart (1901–1981), Widerstandskämpferin und Politikerin (SPÖ), wurde als erste Frau Österreichs zur Vizebürgermeisterin gewählt und übte dieses Amt in Bischofshofen 20 Jahre lang aus
- Ferdinand Kubitschek (1912–1992), akad. Maler
- Gertrud Mücke (1915–2014), Dichterin vom Buchberg, Kulturpreisträgerin
- Hermann Wielandner (1920–1974), Politiker (SPÖ) und Gemeindebeamter
- Karl Steinocher (1920–2013), Politiker (SPÖ)
- Martin Saller (1903–1965), Politiker (ÖVP) und Landwirt
- Anton Wieser, genannt Toni Wieser (1921–1993), Skispringer
- Paul Außerleitner (1925–1952), Skispringer
- Ferdl Wallner (* 1930), Skispringer, Skisprungtrainer und -funktionär
- Peter Müller (1934–2005), Skispringer
- Heinz Oberhummer (1941–2015), Physiker
- Albert Precht (1947–2015), Extremkletterer, Autor
- Maria Elisabeth Prigge (1949–2007), Künstlerin
- Elisabeth Pall, genannt Lisi Pall (* 1951), ehemalige Skirennläuferin
- Helga Embacher (* 1959), Historikerin
- Patrick Reiter (* 1972), ehemaliger Judoka
- Paul Kreuzberger (* 2003), Skirennläufer
- Martin Lechner, Unternehmer und Blasmusikinstrumenten-Bauer